# Саразани (Тимиш)
Саразани (рум. Sărăzani) насеље је у Румунији у округу Тимиш у општини Барна. Oпштина се налази на надморској висини од 171 m.

## Прошлост
По "Румунској енциклопедији" место се помиње 1514. године. Пописано је ту 1717. године 20 домова. Године 1878. грађена је православна црква.
Аустријски царски ревизор Ерлер је 1774. године констатовао да место припада Сарачком округу, Лугожког дистрикта. Становништво је било претежно влашко. Када је 1797. године пописан православни клир ту је био само један свештеник. Парох поп Мартин Поповић (рукоп. 1788) служио се само румунским језиком.

## Становништво
Према подацима из 2002. године у насељу је живело 210 становника.

### Попис2002.
| Расподела становништва по националности 2002.‍ | Расподела становништва по националности 2002.‍ | Расподела становништва по националности 2002.‍ | Расподела становништва по националности 2002.‍ | Расподела становништва по националности 2002.‍ |
| --------------------------------------------- | --------------------------------------------- | --------------------------------------------- | --------------------------------------------- | --------------------------------------------- |
|                                               |                                               |                                               |                                               |                                               |
| Румуни                                        | Румуни                                        |                                               | 142                                           | 67,9%                                         |
| Украјинци                                     | Украјинци                                     |                                               | 67                                            | 32,1%                                         |